# Східноазійська область

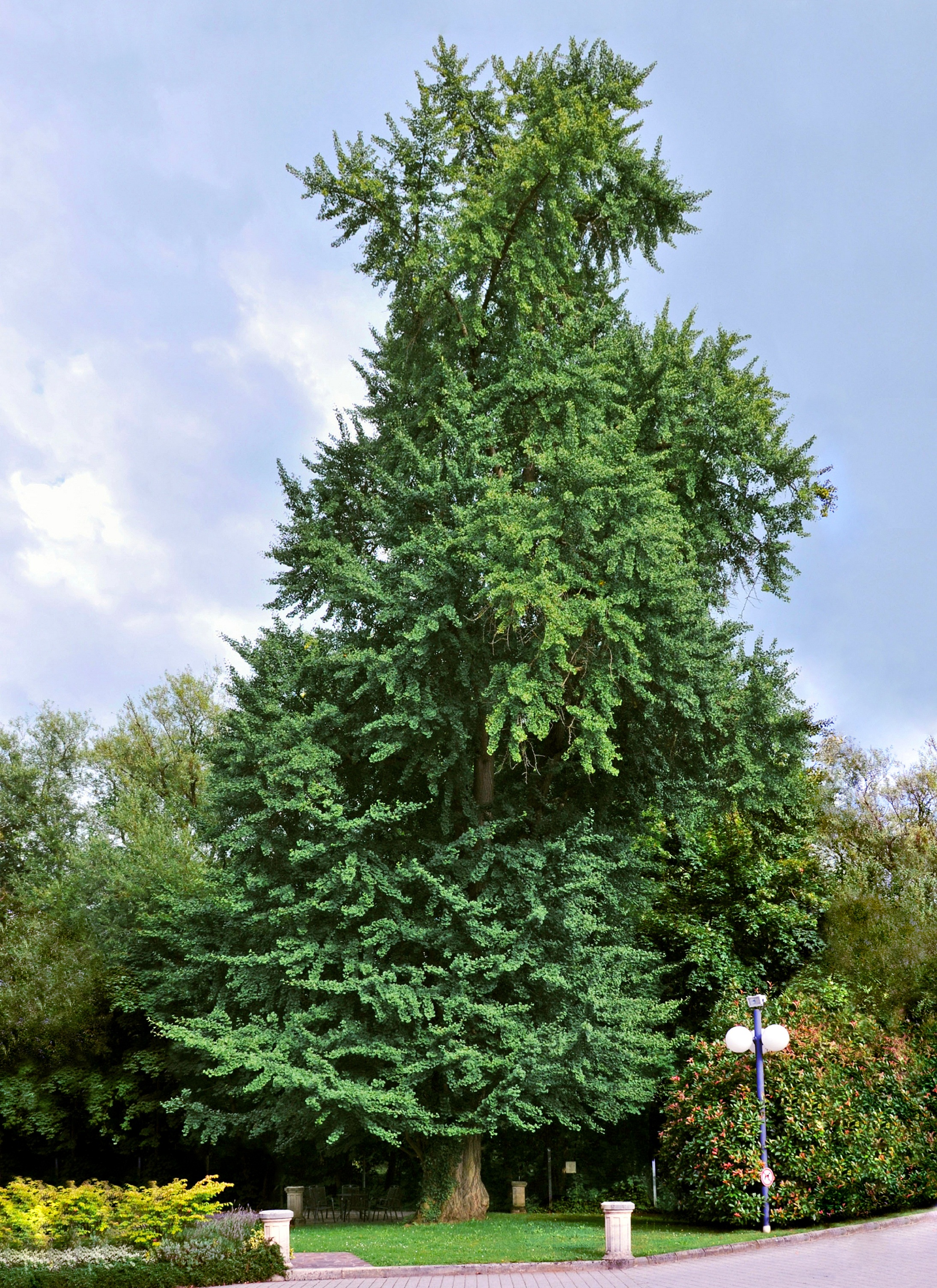
Гінкго

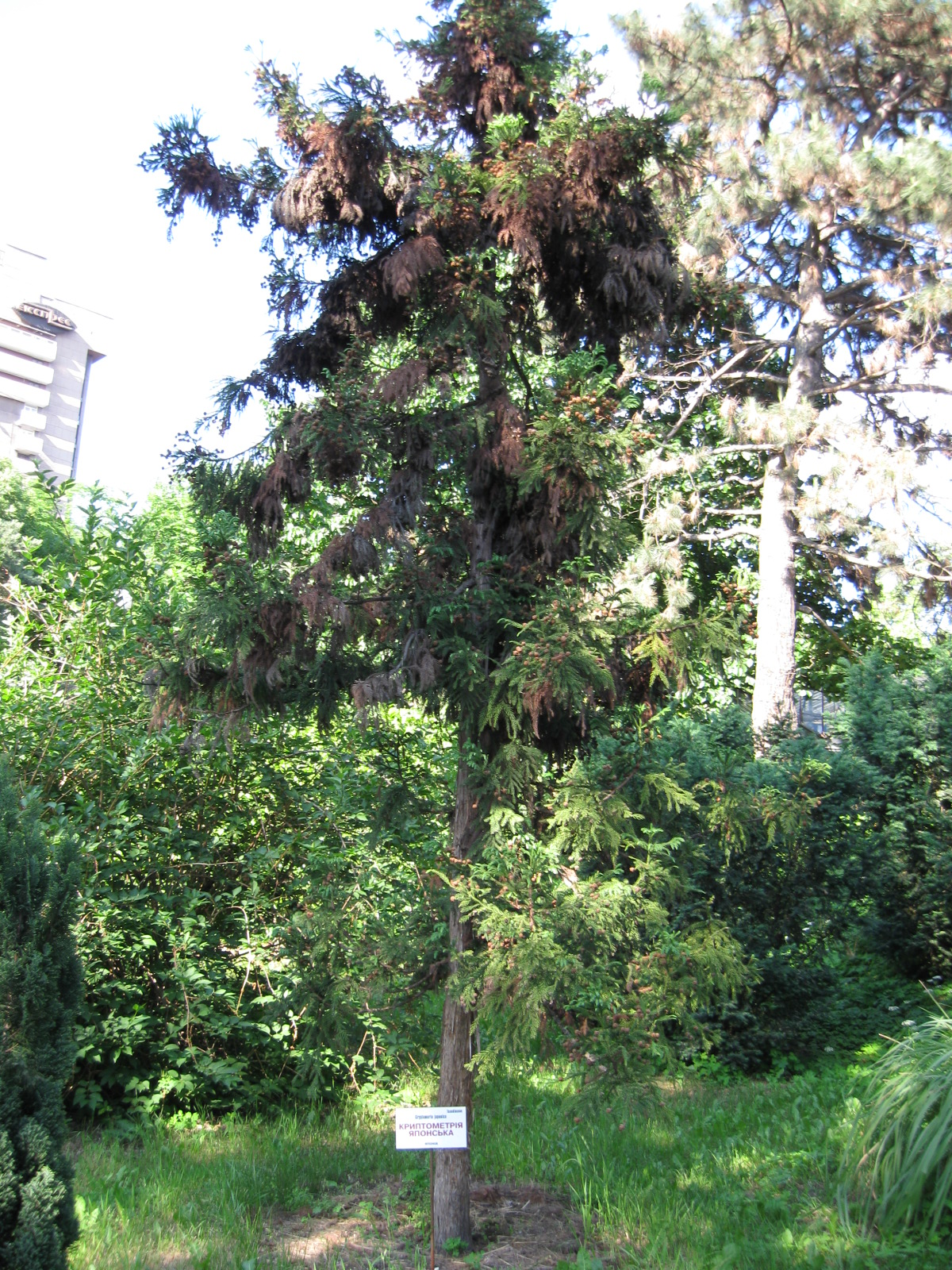
Криптомерія японська в Ботанічному саді імені академіка Олександра Фоміна в Києві

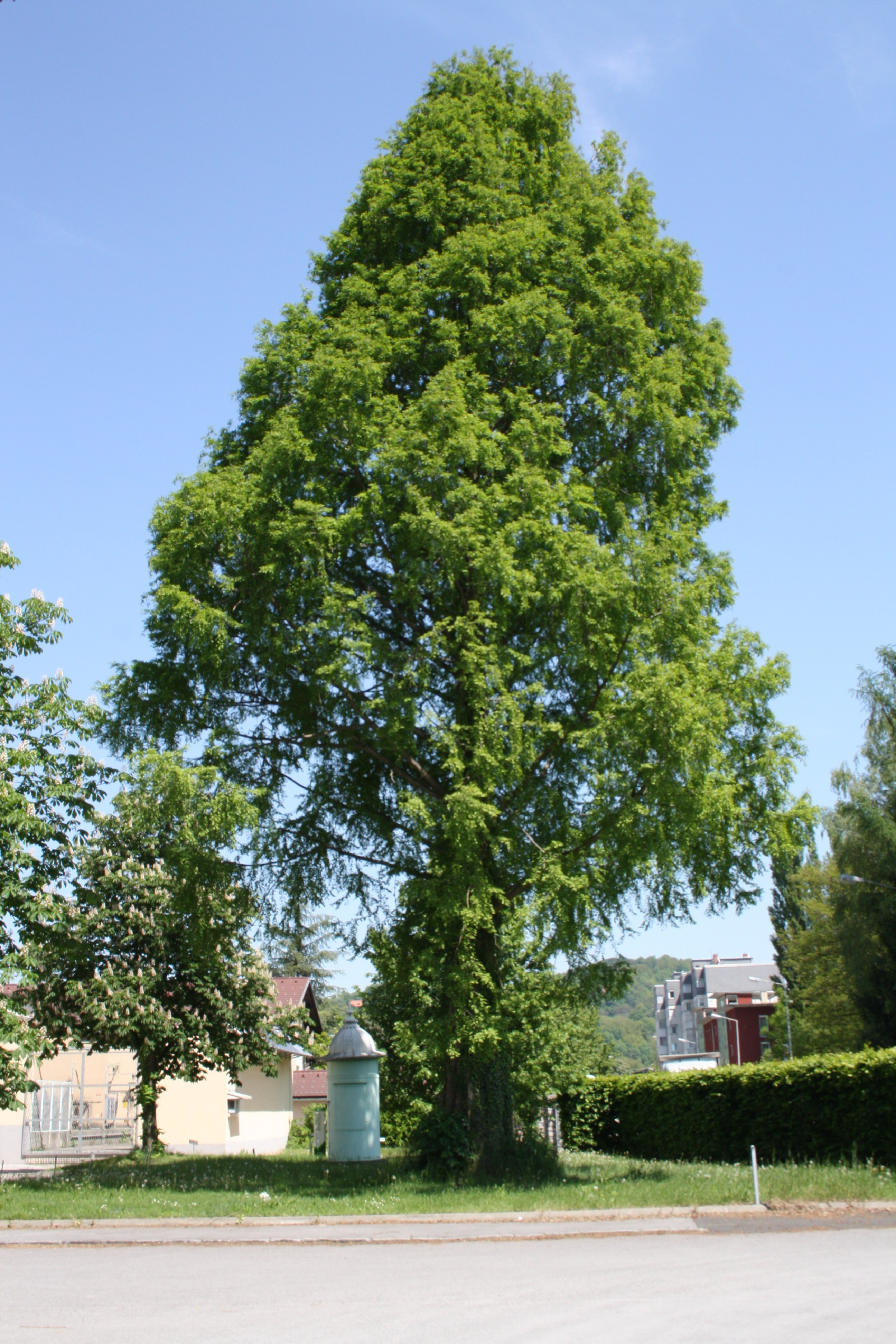
Метасеквоя гліптостробоїдна

Східноазійська область (Японо-китайська) — флористична область Голарктичного царства і Бореального підцарства в біогеографії і екології.
Флора області багата і різноманітна. Вона налічує 14 ендемічних родин і понад 300 ендемічних родів. Яскравим прикладом можуть послужити гінкгові, ендемічна і древня родина. Інші характерні представники С.о. — троходендрові, рід оксамитового дерева з родини рутових, деякі роди жимолостевих, аралієвих, пальма трахікарпус, деякі види бамбука.
Ендеміки з числа хвойних — криптомерія, метасеквоя і інші.
Східноазійська область представляє для науки великий інтерес в плані значного числа не лише ендеміків, але і реліктів. Часто тут древні види ростуть у близькому сусідстві з новими.